# Pithosira sydowii
Pithosira sydowii är en svampart som beskrevs av Petr. 1949. Pithosira sydowii ingår i släktet Pithosira, divisionen sporsäcksvampar och riket svampar.   Inga underarter finns listade i Catalogue of Life.